# 2303 Retsina
2303 Retsina (1979 FK) là một tiểu hành tinh vành đai chính được phát hiện ngày 24 tháng 3 năm 1979 bởi P. Wild ở Zimmerwald.